# Royal Antwerp HC
Le Antwerp HC est un club belge de hockey sur gazon.

## Palmarès de l'équipe féminine
- Champion de Belgique (19) : 1953, 1954, 1956, 1957, 1958, 1959, 1960, 1961, 1962 1964, 1965, 2007, 2008, 2010, 2012, 2013, 2015, 2019

## Palmarès de l'équipe masculine
- Champion de Belgique (1) : 2007